# František Cipro
František Cipro (* 13. April 1947 in Jihlava; † 7. Februar 2023 in Hluboká nad Vltavou) war ein tschechischer Fußballspieler und Fußballtrainer.

## Spielerkarriere
František Cipro spielte in seiner Jugend für Dynamo České Budějovice. Zwischen 1966 und 1968 absolvierte der Stürmer seinen Wehrdienst bei VTJ Tábor. Anschließend spielte Cipro zwei Jahre für VCHZ Pardubice, wo er sich zu einem Allrounder entwickelte. In der Saison 1970/71 spielte Cipro für TJ Gottwaldov, ehe er seine restliche Karriere als Abwehrspieler bei Slavia Prag verbrachte.
1980 wechselte er als Spielertrainer zum unterklassigen Verein TJ Jílové, dieselbe Position hatte er später auch beim österreichischen Verein SV Gmünd inne.

### Erfolge
- Tschechoslowakischer Pokalsieger 1970

## Trainerkarriere
1988 verließ Cipro Gmünd und wurde Cheftrainer bei Zbrojovka Brünn in der 2. Liga. Mit Zbrojovka schaffte er 1990 den Aufstieg in 1. Tschechoslowakische Liga. Dennoch ging er 1990 zu AEL Limassol auf Zypern. 1992 kehrte er in die Tschechoslowakei zurück und wurde Trainer bei Chmel Blšany. 1995 übernahm Cipro Slavia Prag und führte den Traditionsverein nicht nur zur ersten Meisterschaft nach 49 Jahren, sondern auch in das Halbfinale des UEFA-Pokals. 1997 gewann er mit Slavia den Tschechischen Pokal. Nach dem 7. Spieltag der Saison 1997/98, mit neun Punkten Rückstand auf Platz zwei stehend, wurde Cipro entlassen. Anschließend ging er zum FC Tirol Innsbruck, wo die Zusammenarbeit nach anderthalb Jahren vorzeitig beendet wurde.
1999 übernahm Cipro erneut Slavia Prag, die Mannschaft wurde Tschechischer Vizemeister und erreichte im UEFA-Pokal das Viertelfinale. Nach nur 18 Punkten aus 13 Spielen in der Saison 2000/01 wurde Cipro entlassen. 2001 trainierte er LASK Linz, aber auch hier musste er vorzeitig gehen, als das Team nach acht Spieltagen auf dem letzten Tabellenplatz stand. Ende 2001 übernahm er den FK Teplice, den er vom dreizehnten auf den siebten Tabellenplatz führte. Nach einem völlig missglückten Saisonstart 2002/03 wurde Cipro durch František Straka ersetzt. 2003/04 trainierte er Viktoria Pilsen, die Mannschaft stieg als Tabellenletzter in die 2. Liga ab. 
Anfang April 2005 wurde Cipro Trainer beim abstiegsbedrohten Dynamo České Budějovice, konnte den Fall in die Zweitklassigkeit jedoch nicht mehr verhindern. In der Spielzeit 2005/06 gelang ihm mit der Mannschaft der sofortige Wiederaufstieg in die Gambrinus-Liga. Nach drei Niederlagen in den ersten vier Spielen der Saison 2007/08 wurde Cipro entlassen.
Von Sommer 2008 bis April 2009 war Cipro zum zweiten Mal Trainer des oberösterreichischen Landesligisten SV Freistadt.
Nach dem Rücktritt von Karel Jarolím bei Slavia Prag am 30. März 2010 übernahm František Cipro die Mannschaft. 

### Erfolge
- Tschechischer Meister 1996 mit Slavia Prag
- Tschechischer Pokalsieger 1997 mit Slavia Prag
- Trainer des Jahres 1997 in Tschechien